# Mikael Eklund
Mikael Eklund, född 14 september 1981 i Falun, är en svensk före detta fotbollsspelare, numera 2022 fotbollstränare för klubben Degerfors IF.

## Karriär
Eklund värvades från moderklubben till Brage 1997, endast 16 år gammal. Debuten för Brages A-lag skedde i september 1998 i en cupmatch mot Hamrånge.
Eklund värvades från IK Brage till Kalmar FF vintern 2003. Han ådrog sig säsongen 2004 en allvarlig skada, men fick trots det förtroende med ett nytt kontrakt. Säsongen 2009 blev dock Eklunds sista i klubben han 2008 vunnit SM-guld i. Något nytt kontraktsförslag erbjöds inte trots att Eklund sånär var rehabiliterad från sin senaste skada. Nästa anhalt i masens karriär blev istället Södertälje-föreningen Assyriska FF. I debuten för AFF mot FC Trollhättan drog han korsbandet för tredje gången. Han blev borta resten av säsongen. Där efter gick han tillbaka till Borlängeklubben IK Brage. Under 2012 blev han utlånad till den isländska kluben Grindavik. 2012 blev den sista säsongen i elitkarriären.

## Efter spelarkarriären
Efter avslutad elitkarriär inledde Mikael en karriär som ungdomstränare i Brage 2013 för U-17laget. Därefter har han även arbetat som huvudtränare för Säters IF och moderklubben Forssa BK och från 2018 arbetar han återigen som tränare för Brages ungdomslag, denna gången U-19laget.

## Spelstil
Eklund var av Kalmar FF:s anhängare alltid omtyckt och populär då han både under träning och match visat en beundransvärd inställning och uppoffrande spelstil. Han har dessutom bjudit på sig själv hela tiden. Totalt har den skadedrabbade Eklund gjort sju knäoperationer på grund av sina korsbandsproblem.

## Meriter

### I klubblag
Kalmar FF
- Svensk mästare 2008
- Svenska Cupen 2007
- Svenska Supercupen 2009